# Чернышёв, Георгий Дмитриевич
Георгий Дмитриевич Чернышёв — советский и российский учёный в области с.-х. машиностроения, член-корреспондент ВАСХНИЛ (1983), депутат Верховного Совета СССР 7-9 созывов. Разработчик двигателей ЯМЗ-236 и ЯМЗ-240.

## Биография
Родился в 1923 году в Житомире. Член ВКП(б). Участник войны.
Окончил Всесоюзный заочный машиностроительный институт (1955).
Трудовая деятельность:
- 1948-1951 слесарь экспериментального цеха, конструктор ОГК Днепропетровского автозавода,
- 1951-1959 старший конструктор, ведущий конструктор, и. о. начальника сектора объекта, руководитель группы общих компоновок двигателей СКБ, заместитель главного конструктора завода-начальник отдела двигателей Минского автозавода,
- 1959-1972 главный конструктор Ярославского моторного завода,
- 1972-1989 главный конструктор объединения «Автодизель»,
- 1989-1991 директор отделения по НИОКР концерна «Автрокон» Минавтосельхозмаша,
- 1992-1999 генеральный директор, главный конструктор ООО "Инженерно-научный центр «Техника Нечерноземья».

Доктор технических наук (1976), член-корреспондент ВАСХНИЛ (1983).
Заслуженный деятель науки и техники РСФСР (1983). Лауреат Ленинской премии (1978) и Государственной премии СССР (1972). Награждён орденами Ленина (1976), Октябрьской Революции (1971), Трудового Красного Знамени (1966), Отечественной войны II степени (1985), медалями.
Избирался депутатом Верховного Совета СССР 7-го, 8-го, 9-го созывов.
Умер в 1999 году в Ярославле.